# Omar Blondin Diop
 (janvier 2023).
Pour les articles homonymes, voir Blondin et Diop.
Omar Blondin Diop, né le 18 septembre 1946 à Niamey et mort en prison sur l'île de Gorée au Sénégal le 11 mai 1973, est un intellectuel, artiste et militant politique sénégalais. Il fut actif lors du mouvement de Mai 68 en France et une figure devenue emblématique du mouvement contestataire post-soixante-huitard qui défia le président sénégalais Léopold Sédar Senghor.

## Biographie
Né à Niamey en 1946, Omar Blondin Diop est le fils d’une sage-femme, Adama Ndiaye, et d’un médecin, Ibrahima Blondin Diop, syndicaliste et militant de la Section française de l’Internationale ouvrière dirigée au Sénégal par Lamine Guèye, affecté aux confins de l’Afrique-Occidentale française pour « agitation anti-française ». Quelques mois après l’indépendance du Sénégal en 1960, son père décide de compléter sa formation par un doctorat en médecine en France. Au cours des années 1960, Blondin Diop fait ses études secondaires au lycée Louis-le-Grand à Paris et poursuit ses études universitaires en philosophie à l'École normale supérieure de Saint-Cloud. C’est à ce moment que sa conscience politique se consolide, d’abord au sein de l’Union des étudiants communistes puis de l’Union des jeunesses communistes marxistes-léninistes.
À Paris, par le biais de son ami Antoine Gallimard, il rencontre Jean-Luc Godard pour qui il joue dans La Chinoise en 1967 aux côtés de Jean-Pierre Léaud et d’Anne Wiazemsky, dans le rôle du « camarade X », militant maoïste noir de l’UJCml habitant la Résidence universitaire de Nanterre. Dans ce film, cinq jeunes gens passent l'été dans un appartement qu’on leur a prêté, en appliquant les principes de Mao Zedong : Véronique, étudiante en philosophie à Nanterre, qui projette d'assassiner un dignitaire russe à Paris ; Guillaume, acteur ; Kirilov, peintre venu d’Union soviétique ; Yvonne, paysanne ; Henri, scientifique proche du Parti communiste français. Leurs journées sont une succession de cours et de débats sur le marxisme-léninisme et la Révolution culturelle chinoise.
Au printemps 1968, rattaché à la jeune Faculté de Nanterre, Omar Blondin Diop accompagne la formation du mouvement du 22-mars, étincelle de Mai 68. L’étudiant en philosophie participe activement aux nombreuses manifestations (comme le 9 mai à la Mutualité, la nuit des barricades du 10-11 mai dans le Quartier latin ou encore le 24 mai dans le cortège ralliant la Gare de Lyon) ainsi qu’aux occupations organisées dans Paris (dont celles de la Sorbonne le 3 mai puis à partir du 13 mai, du théâtre de l’Odéon dès le 15 mai et de l’ambassade du Sénégal le 31 mai, avec notamment le maoïste Landing Savané).
Dans le même temps, le mouvement de Mai 68 à Dakar connait un retentissement important, tout comme dans d’autres villes du pays à l’image de Ziguinchor en Casamance. L’agitation scolaire, étudiante et syndicale aboutit à une crise politique majeure du régime de Léopold Sédar Senghor, en réaction à laquelle les autorités internent les étudiants et syndicalistes grévistes dans des camps militaires et expulsent les étudiants grévistes africains non sénégalais. Dans ce contexte du règne du parti unique, l’Union progressiste sénégalaise (UPS), les partis politiques d’opposition sont interdits, les associations étudiantes régulièrement dissoutes et les regroupements réprimés.
En octobre 1969, sur le chemin du retour de vacances estivales au Sénégal, Omar Blondin Diop est refoulé du territoire français pour ses activités politiques de l’année précédente. À Dakar, il poursuit son militantisme et participe à la fondation du Mouvement des jeunes marxistes-léninistes (MJML) avec l’ingénieur statisticien Landing Savané. Le MJML essaye de s’implanter en milieu paysan dans les régions périphériques et dans le bassin arachidier ainsi que dans certaines grandes zones ouvrières (notamment Thiès, Taïba, Richard-Toll) : c’est ainsi qu’il réussit à faire échouer la campagne d’explication de la politique de l’Union progressiste sénégalaise (UPS) auprès de la jeunesse. Plusieurs ruptures interviennent au sein du mouvement maoïste sénégalais : le groupe animé par Omar Blondin Diop, tenant des orientations qualifiées de « gauchistes », diverge de celui de Landing Savané, partisan d’une « ligne de masse maoïste authentique basée sur une action politique, moins spectaculaire ».
Lors de ce séjour dakarois, Omar Blondin Diop fréquente également de nombreux artistes, dont Joe Ouakam et plusieurs autres membres-fondateurs de ce qui deviendra en 1974 le Laboratoire Agit’Art. Sur intervention du président Senghor, Omar Blondin Diop est réadmis en France en octobre 1970 en France, mais ne réintègre pas l’École normale supérieure de Saint-Cloud, dont il estime que la formation produit des « petits monstres de connaissances livresques et de prétention grotesque ».
Dans la nuit du 15 au 16 janvier 1971, pour protester contre des travaux démesurés des grandes artères de la capitale sénégalaise pour une visite-éclair du président français Georges Pompidou à Dakar, un groupe d’une quinzaine de militants inspirés du Black Panther Party et des Tupamaros uruguayens, dont deux frères cadets d’Omar Blondin Diop, incendient le Centre culturel français et une annexe du ministère des Travaux publics. Trois semaines plus tard, ils prévoient un attentat sur le cortège présidentiel mais sont arrêtés avant de pouvoir passer à l’action.
Quittant aussitôt Paris, Omar Blondin Diop projette de libérer ses jeunes frères et camarades à la suite d’une formation à la lutte armée. Avec plusieurs amis, il se rend dans un camp du Fatah en Syrie, à une trentaine de kilomètres de Damas, où il apprend le maniement des armes, de jour comme de nuit, nourri de pain sec, d’olives, et de thé. Le groupe se dirige ensuite vers Alger, alors « capitale de la révolution mondiale », lieu de convergence des mouvements de libération de l’époque, où le Black Panther Party a ouvert un bureau international. Leur plan est d’enlever l’ambassadeur de France au Sénégal en échange de leurs camarades emprisonnés grâce au soutien logistique du Front de libération nationale algérien. Mais les dirigeants afro-américains Eldridge Cleaver et Huey Newton sont en crise ouverte et le Black Panther Party en exil ne peut assurer la mise en contact. Après une escale à Conakry, Omar Blondin Diop s’installe à Bamako, où réside une partie de sa famille. Il y fréquente des jeunes sensibles au marxisme, en particulier les enfants d’ex-dirigeants du régime déchu de Modibo Keïta. En fin novembre 1971, à la veille d’une visite officielle du président Senghor au Mali, la junte militaire de Moussa Traoré procède à l’arrestation préventive d’exilés politiques, parmi lesquels Omar Blondin Diop.
Extradé vers le Sénégal, il est condamné le 23 mars 1972 par le Tribunal spécial sénégalais à 3 ans de prison pour « atteinte à la sûreté de l’État », sous le coup de l’article 73, alinéa 2 du Code pénal. Il est emprisonné à la prison de l'île de Gorée et à plusieurs reprises envoyé en cellule disciplinaire après des altercations avec les gardes pénitentiaires. Le ministre de l’Intérieur Jean Collin, ancien administrateur colonial français devenu dirigeant sénégalais après l’indépendance, leur a expressément ordonné d’être intransigents vis-à-vis des prisonniers politiques affiliés aux « frères Blondin Diop ».
Le 11 mai 1973, l’administration pénitentiaire sénégalaise annonce la mort d’Omar Blondin Diop, présentée comme un « suicide » par pendaison. La nouvelle provoque une intense colère populaire, rappelant les journées de feu de Mai 68. Le 12 mai, l’inhumation du corps du défunt organisée par le ministre de l’Intérieur Jean Collin est effectuée par des policiers anti-émeute,. Le 1er juin, en réaction à la pression internationale, le président Senghor tient une conférence de presse à Paris au cours de laquelle il déclare : « Je suis prêt à rencontrer n’importe qui, n’importe où, même sur les ondes et les écrans de l’ORTF. […] Je crois, et c’est ma conviction profonde, qu’il a eu le sentiment de son échec, le sentiment qu’on l’utilisait ».
Quelques jours plus tard, le 6 juin, le père d’Omar Blondin Diop, qui avait assisté à l’autopsie du corps et constaté « plusieurs traumatismes violents portés dans les régions bulbaire et lombo-sacrée ayant entraîné une forte commotion cérébrale », porte plainte contre X pour « coups et blessures volontaires ayant entrainé la mort et non-assistance à personne en danger ». Le juge d’instruction Moustapha Touré mène son enquête et relève des irrégularités dans la main courante de la prison : Omar Blondin Diop s’évanouit la semaine précédant l’annonce de sa mort et l’administration pénitentiaire ne prit aucune mesure pour le soigner. Le juge entame alors l’inculpation de plusieurs gardes pénitentiaires et les autorités l’écartent de l’affaire, le remplaçant par le juge Elias Dosseh qui mettra fin aux poursuites judiciaires en délivrant une « ordonnance d’incompétence ».
En 2013, à l’occasion du quarantième anniversaire de la mort d’Omar Blondin Diop, un de ses frères cadets, le docteur Dialo Diop, saisit la justice sénégalaise pour la réouverture du dossier pour faire la lumière sur ce drame. Avec la médiatisation renouvelée de cette affaire, Omar Blondin Diop est devenu un symbole de résistance pour une partie de la jeunesse sénégalaise aujourd’hui.

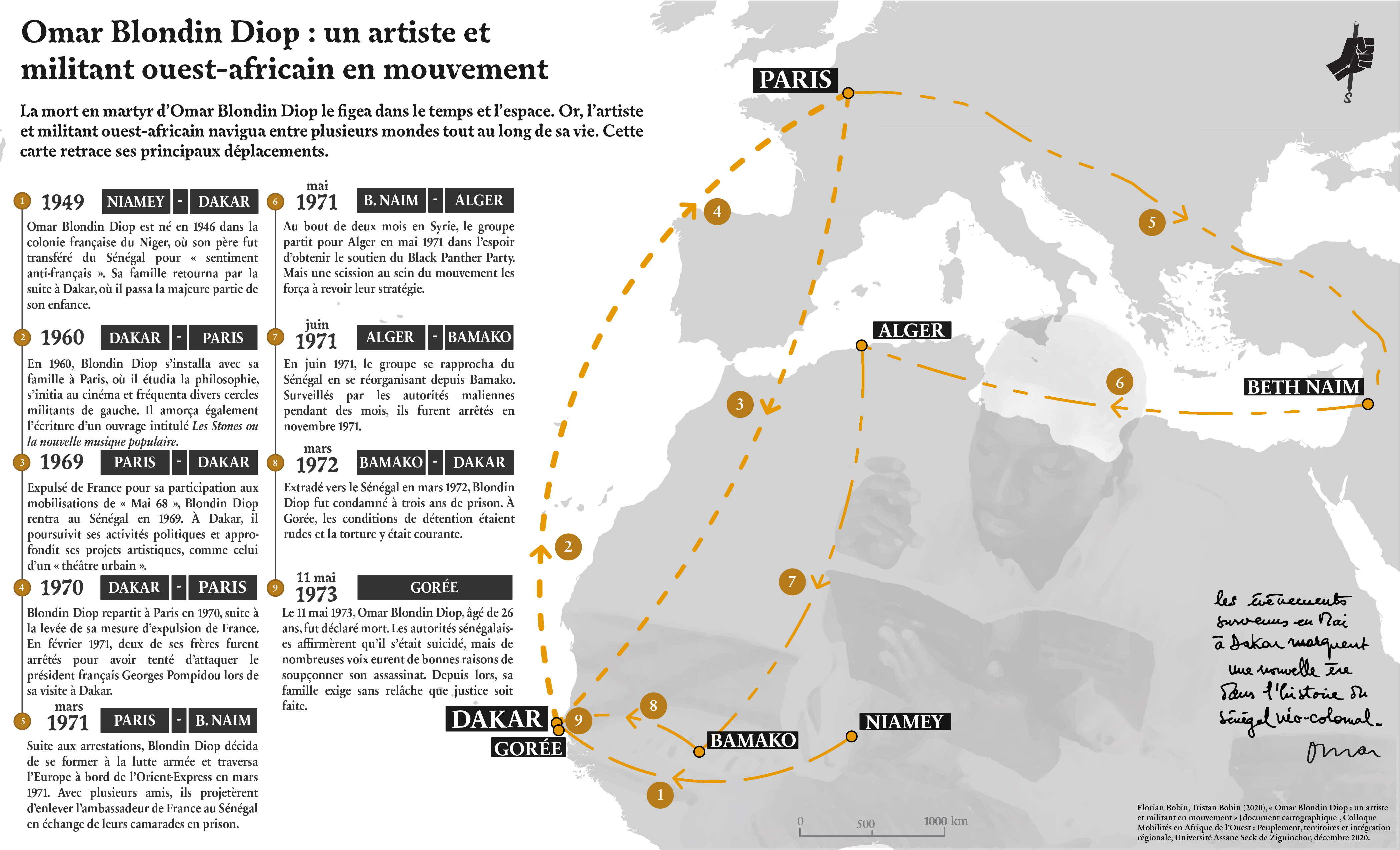
Trajectoire générale d'Omar Blondin Diop (1946-1973)

## Filmographie et arts
- 1967 : La Chinoise, film de Jean-Luc Godard : son propre rôle.
- 1968 : One + One, film de Jean-Luc Godard : consultant Black Power
- 2018 : Omar en mai, exposition de Vincent Meessen au centre Georges-Pompidou en grande partie consacrée à Omar Blondin Diop.
- 2019 : Quelle que soit la longueur de la nuit, film de Vincent Meessen.

- 2021 : Omar Blondin Diop, un révolté, documentaire biographie de Djeydi Djigo, en sélection officielle au Festival panafricain du cinéma et de la télévision de Ouagadougou, où il a été projeté en avant-première mondiale.